# محمد شنن
محمد شنن المالكي (1056 ـ 1133 هـ/ 1656 ـ 1720 م) فقيه مالكي مصري، وهو الخامس في الترتيب بين شيوخ الجامع الأزهر.

## مولده ونشأته
ولد الشيخ محمد شنن سنة 1056 هـ (1656 م) تقريباً، وكان مولده في قرية الجدية التابعة لمركز رشيد بمديرية البحيرة، وهي قرية تقع على الضفة الغربية لفرع رشيد. ونشأ الشيخ شنن في قريته، وفيها حفظ القرآن الكريم، ثم قصد الجامع الأزهر لاستكمال علومه الدينية. وقد اشترك الشيخ شنن في الفتنة التي حدثت بين فريقي الشيخ القليني والشيخ النفراوي، وكان مؤيداً للشيخ أحمد النفراوي، فلما تدخل ولاة الأمور في ذلك صدرت الأوامر بنفي الشيخ شنن إلى قريته "الجدية"، وتحديد إقامة الشيخ النفراوي في بيته.

## منزلته
كان الشيخ شنن واسع الثراء، ويذكر الجبرتي أنه ترك لابنه ثروة طائلة من الذهب والفضة والأملاك والضياع والأطيان، وكان له مماليك وعبيد وجوارٍ، ومن مماليكه أحمد بك شنن، الذي أصبح من كبار حكام المماليك وصار صنجقاً (أي من كبار ولاة الأقاليم).
ومع ثرائه العريض كان غزير العلم، واسع الاطلاع، وكان من أعلام المالكية في زمانه، ولم تصرفه أمواله عن تحصيل العلم ومتابعة تلاميذه والاطلاع على التراث.
وقد أقام الشيخ شنن صديقه الشيخ محمد الجداوي وصياً على ابنه موسى، وذلك قبيل وفاته، وقام الجداوي بحراسة هذه الأموال على خير وجه، وسلمها إلى موسى ابن الشيخ شنن بعد بلوغه سن الرشد، ولم يمض وقت طويل ـ كما ذكر الجبرتي ـ حتى بدد الابن ثروة أبيه جميعها رغم ضخامتها، ومات بعد كل هذا الثراء مديناً فقيراً.
وفي أيام مشيخة الشيخ شنن، جرى ترميم الجامع الأزهر، بعد أن أصاب التصدع بعض جدرانه، واعتمد السلطان العثماني أحمد الثالث ـ بناء على طلب الشيخ شنن ـ خمسين كيساً ديوانياً من أموال الخزانة للإنفاق على ذلك الترميم.

## مؤلفاته
اكتفى الشيخ شنن بتدريس المؤلفات المعروفة في عصره، إذ يبدو أنه لم تكن له مؤلفات خاصة به.

## توليه المشيخة
توفي الشيخ أحمد النفراوي أثناء مشيخة الشيخ عبد الباقي القليني، مما دعا شيوخ الأزهر للإجماع على تولية الشيخ محمد شنن المشيخة؛ إذ كان ثلاثتهم (النفراوي والقليني وشنن) هم الأقطاب الثلاثة في ذلك العصر، وكان جميعهم على المذهب المالكي، الذي كانت المشيخة لا تخرج إلا منه غالباً.

## وفاته
توفي الشيخ شنن وقد ناهز السبعين من عمره سنة 1133 هـ/ 1720 م.